# شاهزاده ناگایا
شاهزاده ناگایا 長屋王 Nagaya-no-ōkimi؛ 684 – ۲۰ مارس ۷۲۹) سیاستمدار در دوره نارا اهل ژاپن بود.
پدرش شاهزاده تاکه‌چی و مادرش شاهدخت مینابه (دختر امپراتور تنجی و خواهر امپراتریس گنمی) بود.
او با شاهدخت کیبینای (دختر خاله‌اش، دختر امپراتریس گنمی و خواهر امپراتریس گنشو) ازدواج کرد.
او به دلیل عضویتش در خانواده امپراتوری و اصیل‌ترین شجره‌ای که داشت، تأثیر قابل توجهی در سیاست داشت و هیچ عضو دیگری از خاندان امپراتوری قدرت رقابت با او را در آن زمان نداشت. اقامتگاه بزرگی در بخش معتبر هی‌جوکیو به او اختصاص یافت.

## حادثه شاهزاده ناگایا
خاندان فوجیوارا قدرتمندترین رقبای ناگایا بودند. فوجیوارا نو فوهیتو، رهبر خاندان، در روزهایی که ژاپن تحت فرمانروایی امپراتریس گنشو، دختر خاله ناگایا بود، قدرتمندترین درباریان در دربار بود. پس از مرگ فوهیتو در سال ۷۲۰، ناگایا قدرت کامل در دربار را به دست گرفت. این تغییر قدرت منشأ درگیری‌های بعدی بین او و چهار پسر فوهیتو فوجیوارا نو موچیمارو، فوجیوارا نو فوساساکی، فوجیوارا نو مارو و فوجیوارا نو اوماکای در هنگام سلطنت امپراتور شومو شد.
در سال ۷۲۹، چهار پسر خاندان فوجیوارا اور را به یک جرم دروغین متهم کردند و ناگایا مجبور به خودکشی شد. همسرش شاهدخت کیبینای و فرزندانش به دنبال مرگ او همراه با هم خودکشی کردند.

## نفرین ناگایا
گفته می‌شود، چون شاهزاده ناگایا مجبور به مرگ ظالمانه شد، پس از مرگش از زنده‌ها کینه داشت. اعتقاد بر این است که افراد زیر قربانی نفرین ناگایا بوده‌اند:
موچیمارو، فوساساکی، مارو و اوماکای که مسئول مرگ شاهزاده بودند، یکی پس از دیگری آبله گرفتند و در نهایت همه آنها طی یک اپیدمی بزرگ آبله ژاپنی در سال ۷۳۷ جان باختند.
در سال ۱۹۸۸، محل قبلی محل سکونت ناگایا با بسیاری از الواح چوبی و آثار تاریخی در محل ساخت و ساز یک فروشگاه بزرگ سوگو کشف شد. شرکت سوگو اهمیتی نداد و ساخت و ساز را ادامه داد. دوازده سال پس از تکمیل فروشگاه، سوگو ورشکست شد.

## زنان و فرزندان
پدر و مادر
- پدر: شاهزاده تاکه‌چی (高市小子، Takechi no ōji، حدود ۶۵۴–۱۳ اوت ۶۹۶)، پسر امپراتور تنمو
- مادر: شاهدخت مینابه (御名部皇女),، دختر امپراتور تنجی

«همسرها و فرزندان»
- کوکیو (همسر امپراتور): شاهدخت کیبی (吉備内親王, ۶۸۶–۷۲۹)، دختر شاهزاده کوساکابه
  - پسر: شاهزاده کاشیواده (膳夫王, d. ۱۶ مارس ۷۲۹)
  - پسر: شاهزاده کاتسوراگی (葛木王, d. 729)
  - پسر: شاهزاده کاگیتوری (鉤取王, d. 729)
- کوکیو: بانو ایشیکاوا (石川夫人)، دختر ایشیکاوا نو موشینا (石川虫名)
  - پسر دوم: شاهزاده کوواتا (桑田王, d.729)
- کوکیو: فوجیوارا نو ناگاکو ((藤原長娥子))، دختر فوجیوارا نو فوهیتو (藤原不比等)
  - پسر پنجم: شاهزاده آسوکابه (安宿王)
  - پسر: شاهزاده کیبومی (黄文王, d. 757)
  - پسر: شاهزاده یاماشیرو (فوجیوارا نو اوتوسادا) (藤原 弟貞, d. ۱۷ اکتبر ۷۶۳)
  - دختر: شاهدخت کیوشو (教勝)، یک راهبه
- کوکیو آبه نو اوتوجی (安倍大刀自)، دختر آبه نو هیرونیوا (安倍広庭)
  - دختر:شاهدخت کامو (賀茂女王)
- مادر ناشناس
  - پسر: شاهزاده کوریهارا (栗原王)
  - پسر: شاهزاده آنکون (安君王)
  - پسر: شاهزاده آسازوما (朝妻王)
  - دختر: شاهدخت چینو(智努女王)[۱]
  - دختر: شاهدخت مادوکاتا (円方女王, d. ۲۷ ژانویه ۷۷۴)
  - دختر: شاهدخت اوشیمی (忍海女王)
  - دختر: شاهدخت کی (紀女王)